# Chronologie de la Vallée d'Aoste

## Antiquité
- vers 500 av. J.-C.: Occupation de la Vallée d’Aoste par les Celtes.
- 25 av. J.-C.  : les Salasses sont vaincus selon Strabon 36 000 sont vendus comme esclaves sur le marché d’Eporedia (Ivrée). Fondation par Auguste d’Augusta Praetoria (Aoste) qui est peuplée avec 3 000 colons romains.
- 25 av. J.-C.-443 ap. J.-C. : La Vallée d’Aoste fait partie de l’Empire romain
  - IVe siècle : Aoste dépend d’Eusèbe évêque de Verceil (345-371)
  - vers 451 : Saint Eustase premier évêque d’Aoste attesté est suffragant de l’archevêché de Milan où il participe au synode de 451. Ses premiers successeurs attestés sont Grat mort vers 470 ; Joconde † 523 ; Agnellus † 29 avril 528 ; Gal † 5 octobre 546 et Plocéan VIe (?).
- 443-523 : Occupation par les Burgondes
- 523-550 : Royaume des Ostrogoths de Théodoric le Grand
- 550-565 : La Vallée constitue le « royaume » éphémère de Sisuald duc des Hérules tué par le général byzantin Narsès.
- 565-569 : Reconquête par l’Empire d'Orient
- 569-575 : Domination des rois lombards.

## Moyen Âge
- 575-879 : La Vallée d’Aoste est incorporée dans le royaume des Francs puis dans l’Empire d'Occident carolingien.
  - entre 794/811: Incorporation du diocèse d'Aoste dans la nouvelle province ecclésiastique de Tarentaise.
  - 867  : Le diocèse d'Aoste retourne dans la province ecclésiastique de Milan.
- 879  : Royaume de Boson puis,
- 904-1032 : Royaume de Bourgogne.
- 969  : Le diocèse d’Aoste est définitivement intégré à la province de Tarentaise.
- 1024-1048: Après la mort de Rodolphe III de Bourgogne, Humbert Ier ancêtre des comtes puis ducs de Savoie qui contrôlait Aoste depuis 1024 aide l’empereur Conrad II le Salique à s’assurer la succession du défunt et en récompense reçoit divers fiefs alpins. Pendant près de mille ans jusqu’en 1946 la Vallée d’Aoste restera dans le patrimoine de la Maison de Savoie.
  - 1033-1109: Saint Anselme abbé du Bec-Hellouin, archevêque de Canterbury et Docteur de l'Église naît à Aoste.
- 1100  : Avec le vicomte Boson Ier la famille de Challant devient la principale maison féodale et est à l'origine de la construction des principaux châteaux de la Vallée d'Aoste.
- 1103-1148: Amédée III de Savoie est le premier à se parer du titre de Comte de Savoie.
- 1195  : « Charte des franchises d'Aoste » octroyée par le comte Thomas Ier de Savoie.
- 1232  : Chambéry devient la capitale de la Savoie.
- 1259  : Thomas II de Savoie mort à Chambéry le 7 février est inhumé dans la cathédrale d’Aoste.
- 1295  : 24 septembre, le 7e vicomte d’Aoste, Ebal Ier de Challant dit le Grand (mort en 1323), renonce à son titre de vicomte au profit de la Maison de Savoie.
- 1326  : 15 novembre, le comte Édouard de Savoie est le premier à s'intituler « duc d'Aoste ».
- 1416  : 19 février, Amédée VIII de Savoie reçoit le titre de « Duc de Savoie » de l’empereur Sigismond Ier du Saint-Empire.
- 1418  : Le Piémont est définitivement incorporé aux États de Savoie.

## Renaissance
- 1536-1559: Occupation de la Savoie par les armées françaises de François Ier et d’Henri II.
- 1536  : 29 février L’Assemblée générale des Trois États réunie à Aoste sous la présidence du bailli Mathieu Lostan décide le maintien de la religion catholique et le respect du pacte de fidélité à la Maison de Savoie. Le 7 mars, création du Conseil des Commis qui réunit les pouvoirs politiques, administratifs et judiciaires et ne reconnaît que l’autorité personnelle du souverain. Le Conseil contractera cependant avec la France plusieurs accords de neutralité.
- 1537  : 4 avril signature du premier traité de neutralité avec la France. Il sera renouvelé en 1538, 1542, 1552, 1554, 1556 et 1558.
- 1551  : ratification par Charles III de Savoie des institutions valdôtaines.
- 1559  : ratification du Conseil des Commis par le nouveau duc Emmanuel-Philibert de Savoie (1528-1580).
- 1561  : 22 septembre le duc Emmanuel-Philibert déclare par l’édit de Rivoli, le français langue officielle en remplacement du latin pour la partie ouest de son duché et la Vallée d’Aoste.
- 1563  : Emmanuel-Philibert transfère sa capitale de Chambéry à Turin.
- 1580  : lettres patentes d’Emmanuel-Philibert sur les institutions autonomes de la Vallée d’Aoste.
- 1588  : 12 août. Entrée en vigueur du Coutumier ou Coutumes générales du duché d’Aoste, code de plus de 4 262 articles imprimé à Chambéry en 1586.

## XVIIesiècleetXVIIIesiècle
- 1630  : une épidémie de Peste aurait tué les 2/3 (?) de la population selon J-B de Tillier.
- 1661  : Antoine Philibert Bailly (1605-1691) évêque d'Aoste depuis 1659, publie l’« État Intramontain » libelle d'inspiration gallicane.
- 1691  : occupation française pendant la guerre de la Ligue d'Augsbourg.
- 1704-1706 : nouvelle occupation française pendant la guerre de Succession d’Espagne.
- 1720  : Victor Amédée II de Savoie devient roi de Sardaigne.
- 1737  : Jean-Baptiste de Tillier (1678-1744), secrétaire des États du duché de Savoie et du conseil des Commis publie un recueil historique et géographique sur la Vallée d’Aoste « l’Historique de la Vallée d’Aoste ».
- 1766  : dernière séance du Conseil des Commis qui ne se réunit plus et cesse de facto d’exister et "de jure" à la mort du dernier juge commis.
- 1767-1773: établissement du Cadastre sarde de la Vallée d’Aoste qui fait l’inventaire des propriétaires fonciers contribuables.
- 1770  : le 24 novembre le roi Charles-Emmanuel III de Savoie remplace le  « Coutumier »  par un règlement particulier pour le duché d’Aoste dit « Royales Constitutions ». Politique royale de centralisation administrative poursuivie par son fils Victor-Amédée III.
- 1773-1784 : Le baron savoyard Aimé-Louis-Marie Vignet des Étoles Intendant d'Aoste.
- 1794  : occupation de la Vallée d’Aoste par les troupes révolutionnaires françaises
- 1798  : la Vallée d’Aoste est annexée à la France.
- 1799  : 6/7 mai. Première insurrection des Socques (paysans pauvres, catholiques et anti-Jacobins).

## XIXesièclejusqu'en 1860
- 1800  : entre le 20 et le 27 mai les troupes françaises commandées par le Premier Consul Napoléon Bonaparte traversent la vallée d'Aoste.
- 1801  : 2 janvier 1801. Deuxième insurrection des Socques après l’épisode de l’enlèvement des cloches en 1800.
- 1802-1814: Aoste devient une sous préfecture du département de la Doire
- 1803  : 30 avril, suppression du diocèse d’Aoste qui est rattaché à celui Ivrée.
- 1814  : 11 avril la Vallée d’Aoste est restituée aux États de Savoie par le traité de Fontainebleau.
- 1817  : 17 juillet, rétablissement de l’évêché d’Aoste
- 1841  : 15 janvier, parution du premier journal régional la « Feuille d'Annonces d'Aoste ».
- 1848  : 27 avril Première élection de députés au Parlement du royaume de Sardaigne,
- 1851-1855 : Conflit entre l'évêque conservateur André Jourdain et le chanoine libéral Félix Orsières.
- 1853  : 26, 27 & 28 décembre; troisième insurrection des Socques. Révolte populaire contre la fiscalité et la politique jugée anticléricale du gouvernement de Camillo Cavour à Turin.
- 1860  : 24 mars. Par le traité de Turin, la Savoie est annexée à la France ce qui coupe la Vallée d’Aoste de son environnement francophone.

## Période contemporaine
- 1861  : création du royaume d’Italie. La Vallée d’Aoste devient un arrondissement de la province de Turin.
- 1862  : 1er décembre le diocèse d'Aoste devient suffragant de l'archidiocèse de Turin.
- 1867  : à partir du 29 avril une épidémie de Choléra laisse plus de 2 000 morts dont 439 personnes à Aoste.
- 1880-1920 : forte émigration économique vers la France, la Suisse et les États-Unis selon certaines estimations un tiers de la population émigre, parfois temporairement, sur un total de 80 000 habitants.
- 1915-1918: Première Guerre mondiale 1 557 valdôtains sont tués soit 2 % de la population totale.
- 1918  : la Grippe espagnole fait 1 500 victimes dans la vallée.
- 1919-1920 : troubles sociaux d’inspiration révolutionnaire.
- 1922-1943: ère fasciste en Italie.
- 1923-1939: politique d’italianisation menée par l’état fasciste. L’implantation d’italophones est favorisée.
- 1923  : suppression des écoles primaires rurales où l’enseignement est en français.
- 1927  : création de la Provincia di Aosta.
- 1939  : Italianisation des toponymes et des noms de 32 communes. Ils retrouveront leur forme d’origine en 1946.
- 1939  : projet d’italianisation (non exécuté) de 20 000 patronymes.
- 1943  : chute du gouvernement fasciste.
- 1943-1945: mouvement de résistance contre les nazis et leurs alliés fascistes de la République sociale italienne. La Vallée d’Aoste se libère par la lutte armée.
- 1945  : 28 avril au 16 juin, présence de l’armée française dans la Vallée d’Aoste. Tentative d'annexion de la Vallée d'Aoste à la France. Le Gouvernement français recule devant les pressions anglo-américaines et les anti-annexionistes.
- 1945  : 7 septembre Régime d’autonomie provisoire
- 1946  : 2 juin. Référendum en faveur de la république Italienne.
- 1948  : 26 février La Vallée d’Aoste devient une région autonome.
- 1964  : 19 mars Inauguration du Tunnel du Grand-Saint-Bernard
- 1965  : 16 juillet inauguration du Tunnel du Mont-Blanc par les présidents Charles de Gaulle et Giuseppe Saragat
- 1991  : création de « L'Espace Mont-Blanc » entité qui réunit 35 communes réparties sur trois versants du massif (5 de la haute Vallée d'Aoste, 15 en Savoie et Haute-Savoie et 15 dans le Valais).